# On My Mind (canción de Ellie Goulding)
«On My Mind» —en español: En mi mente— es una canción grabada por la cantante y compositora británica Ellie Goulding de su tercer álbum de estudio Delirium (2015). Fue lanzado como primer sencillo del álbum el 17 de septiembre de 2015. Fue escrita por Goulding, Max Martin, Savan Kotecha e Ilya Salmanzadeh, y producido por Martin y Ilya. «On My Mind» es una canción pop y electropop con su instrumentación consiste en guitarras ásperas, tambores trampa, abofeteado beats y agudo, electrónica sincopado. Líricamente, «On My Mind» habla de una conexión de borrachos con alguien el protagonista no debe ser con, que tienen una dicotomía entre el corazón y la cabeza. Aunque firmemente negado por Goulding, muchos críticos consideran que es una canción de respuesta a «Don't» de Ed Sheeran.
La canción recibió críticas positivas, principalmente de los críticos de música, que elogiaron por ser una canción de radio-friendly, así como la entrega de Goulding, con un crítico que calificó de uno de sus mejores sencillos hasta la fecha. Comercialmente, «On My Mind» se convirtió en otro top-ten hit en el Reino Unido, así como en Australia y otros cinco territorios, mientras que alcanzó un top-20 en otros siete países. En los Estados Unidos, que hasta ahora ha alcanzado el número 13 en el Billboard Hot 100. Su occidental-tema musical video fue inspirado por la película Thelma & Louise y fue dirigido por Emil Nava. Se estrenó el 21 de septiembre de 2015, y se nota Goulding en una historia de venganza en Las Vegas.

## Antecedentes y lanzamiento
Originalmente, «On My Mind» fue planeado para ser lanzado en el primer trimestre de 2015, por la red de radio británica Capital FM anunciando que Goulding afirmó esperar que el sencillo se fijara para ser lanzado alrededor de marzo de 2015. Sin embargo, el lanzamiento fue pospuesto debido al éxito comercial de «Love Me like You Do», lanzado el 7 de enero de 2015, como el segundo sencillo de la banda sonora de la película Fifty Shades of Grey.  La canción resultó ser su sencillo más exitoso hasta la fecha y más tarde contribuyó con Major Lazer en su canción, «Powerful» lanzado como sencillo en junio de 2015. El 6 de agosto de 2015, durante la cumbre anual de iHeartMedia, Goulding reveló que su nuevo sencillo se llamó «On My Mind» y fue programado para ser lanzado «pronto». El 14 de septiembre de 2015, Goulding bromeó con sus fanes en Instagram mediante la publicación de un «misterioso, gif semi-desnuda»
con la fecha 17 de septiembre.

## Lista de sencillos
- CD single[1]

1. "On My Mind" – 3:35
2. "On My Mind" (Jax Jones Remix) – 4:13

- CD single (HMV exclusive)[2]

1. "On My Mind" – 3:35
2. "On My Mind" (Jax Jones Remix) – 4:13
3. "On My Mind" (Courage Remix) – 4:04

- Digital download – Remixes[3]

1. "On My Mind" (Jax Jones Remix) – 4:13
2. "On My Mind" (Metronomy Remix) – 3:11
3. "On My Mind" (Courage Remix) – 4:04

- Digital download – MK Remix[4]

1. "On My Mind" (MK Remix) – 6:11
2. "On My Mind" (MK Dub) – 6:10
3. "On My Mind" (X-Mix Edit) – 4:41

## Posicionamiento en listas
| Lista (2015−16)                        | Mejor posición |
| -------------------------------------- | -------------- |
| Alemania (Offizielle Deutsche Charts)  | 9              |
| Australia (ARIA)                       | 3              |
| Austria (Ö3 Austria Top 40)            | 14             |
| Bélgica (Flandes) (Ultratop 50)        | 10             |
| Bélgica (Valonia) (Ultratop 50)        | 18             |
| Canadá (Canadian Hot 100)              | 10             |
| Colombia (Monitor Latino)              | 8              |
| Croacia (ARC 100)                      | 4              |
| Dinamarca (Tracklisten)                | 16             |
| Eslovaquia (Rádio Top 100)             | 20             |
| Escocia (Scottish Singles Sales Chart) | 7              |
| Eslovenia (SloTop50)                   | 22             |
| España (PROMUSICAE)                    | 19             |
| Estados Unidos (Billboard Hot 100)     | 13             |
| Estados Unidos (Adult Contemporary)    | 16             |
| Estados Unidos (Adult Top 40)          | 1              |
| Estados Unidos (Mainstream Top 40)     | 5              |
| Finlandia (OFC)                        | 8              |
| Francia (SNEP)                         | 54             |
| Hungría (Single Top 40)                | 17             |
| Irlanda (IRMA)                         | 6              |
| Israel (Media Forest)                  | 9              |
| Italia (FIMI)                          | 16             |
| México Top 20 Inglés (Monitor Latino)  | 10             |
| Nueva Zelanda (Recorded Music NZ)      | 4              |
| Noruega (VG-lista)                     | 14             |
| Países Bajos (Dutch Top 40)            | 8              |
| Países Bajos (Mega Single Top 100)     | 11             |
| Polonia (Polish Airplay Top 100)       | 37             |
| Polonia (Polish TV Airplay Chart)      | 1              |
| República Checa (Rádio Top 100)        | 33             |
| República Dominicana (Monitor Latino)  | 7              |
| Suecia (Sverigetopplistan)             | 18             |
| Suiza (Schweizer Hitparade)            | 17             |

| Lista (2015)                          | Posición |
| ------------------------------------- | -------- |
| Australia (ARIA)                      | 74       |
| Alemania (Official German Charts)     | 86       |
| Italia (FIMI)                         | 95       |
| Países Bajos (Dutch Top 40)           | 50       |
| Países Bajos (Single Top 100)         | 90       |
| Reino Unido (Official Charts Company) | 75       |